# Bolgatanga

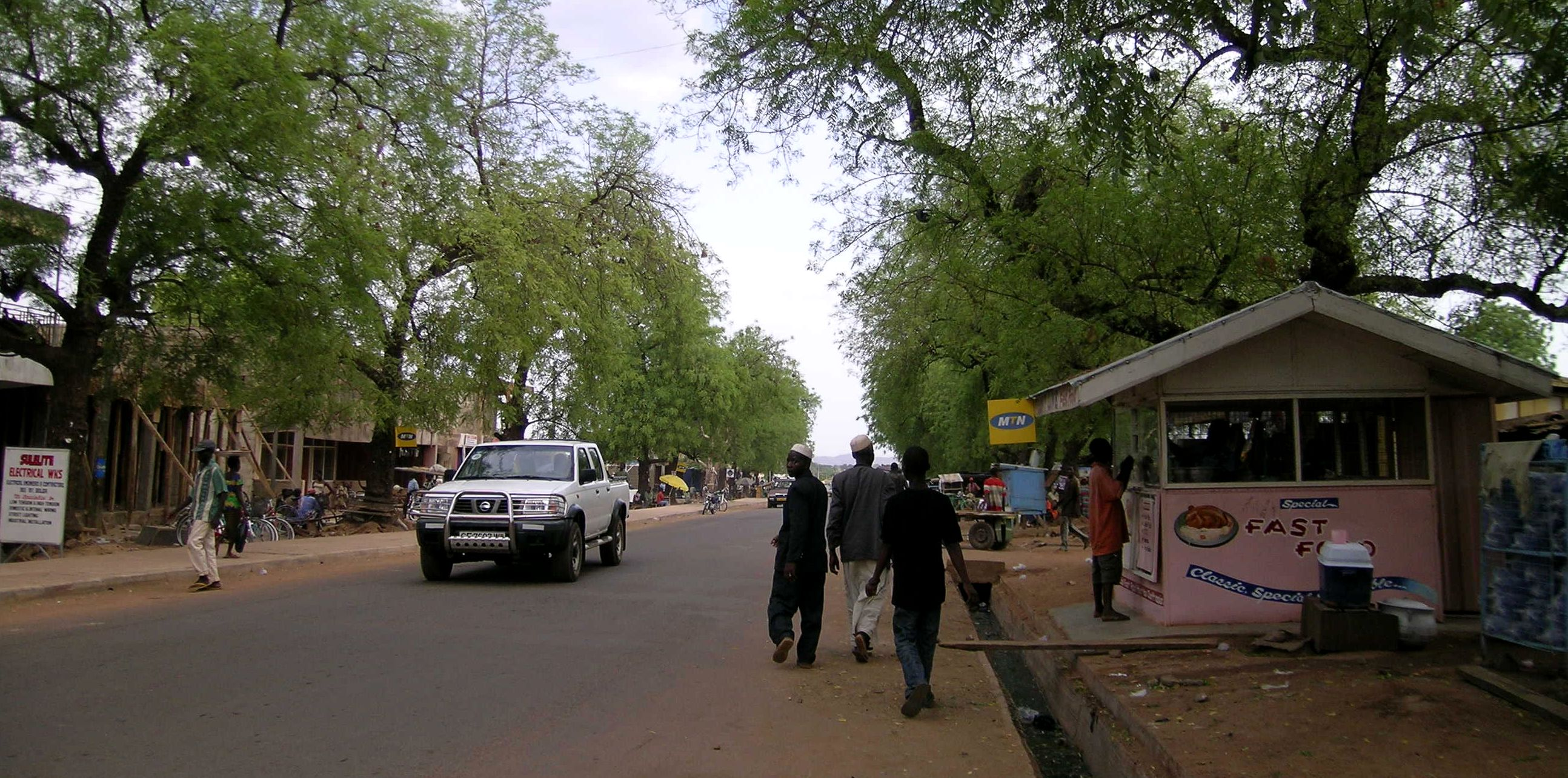
Gata i Bolgatanga, 2008.

Bolgatanga (i folkmun ofta bara Bolga) är en stad i Ghana. Den är huvudort för distriktet Bolgatanga, och folkmängden uppgick till 65 549 invånare vid folkräkningen 2010. Bolgatanga är administrativ huvudort för Upper East Region, och är den viktigaste staden mellan Tamale (cirka 160 kilometer söderut) och gränsen till Burkina Faso (cirka 45 kilometer norrut). Bolgatanga ligger cirka 30 kilometer från gränsen till Togo. 
Bolgatanga är känt som norra Ghanas hantverkscentrum, och har en stor marknad mitt i staden. Staden är även känd för sina Bolgahattar.